# Бесарт Бериша
Бесарт Бериша (на албански Besart Berisha) е албански футболист, роден на 29 юли 1985 г. в Прищина. Притежава албански и сръбски паспорт.

## Кариера
През 1992 г. семейството на Бериша решава да избяга от войната в Югославия и се установява в Берлин, Германия. Там започва да играе футбол в юношеските формации на Берлинер ФБ 49, БФК Динамо, ШФ Лихтенберг 47 и Тенис Борусия Берлин. През сезон 2003/2004 става голмайстор на първенството за юноши старша възраст. Хамбургер ШФ го харесва и го купува.
Бериша се нуждае от този договор, за да можед да остане в Германия, тъй като имигрира нелегално в Германия и временното му разрешение за престой е напът да изтече. За да получи разрешение за престой обаче, той трябва да влезе в Германия по легален начин. Затова се връща в Прищина, където получава сръбско гражданство (получаването на косоварско не е възможно). Бериша не прави това с удоволствие, тъй като дядо му е загинал при нападение на сърбите. От друга страна, сръбското гражданство му дава право на едногодишен престой в Германия. Проблемите обаче на свършват дотук. За да има право да играе в Северната регионална лига с дублиращия отбор на Хамбургер, Бериша от немско гражданство, гъй като е чужденец от държава извън ЕС. Налагането му в професионалния отбор е невъзможно, защото пропуска цялата предсезонна подготовка по време на едномесечния си престой си в Прищина.
По тази причина е даден под наем на датския Олбор Фодболд, където рядко намира място в А отбора. За сметка на това отбелязва 14 гола за дублиращия отбор. По-късно е даден под наем на конкурентите им от АК Хорсенс. С единайсетте си гола за Хорсенс Бериша помага на отбора да не изпадне от първа лига. През сезон 2006/2007 се завръща в професионалния отбор на Хамбургер. Първият му гол за отбора вкарва на 6 декември 2006 в домакинския мач срещу ЦСКА Москва от Шампионската лига (3:2). Първият гол в Бундеслигата идва десет дни по-късно в мача срещу Алемания Аахен. През лятото на 2007 е продаден на английския втородивизионен отбор ФК Бърнли. Бериша пропуска заради контузия, получена на приятелски мач на националния отбор и първоначално смятана за лека, целия сезон 2007/2008.
За албанския национален отбор дебютира на 11 октомври 2006 срещу Холандия.